# 卢森堡有轨电车

现有卢森堡有轨电车线网图

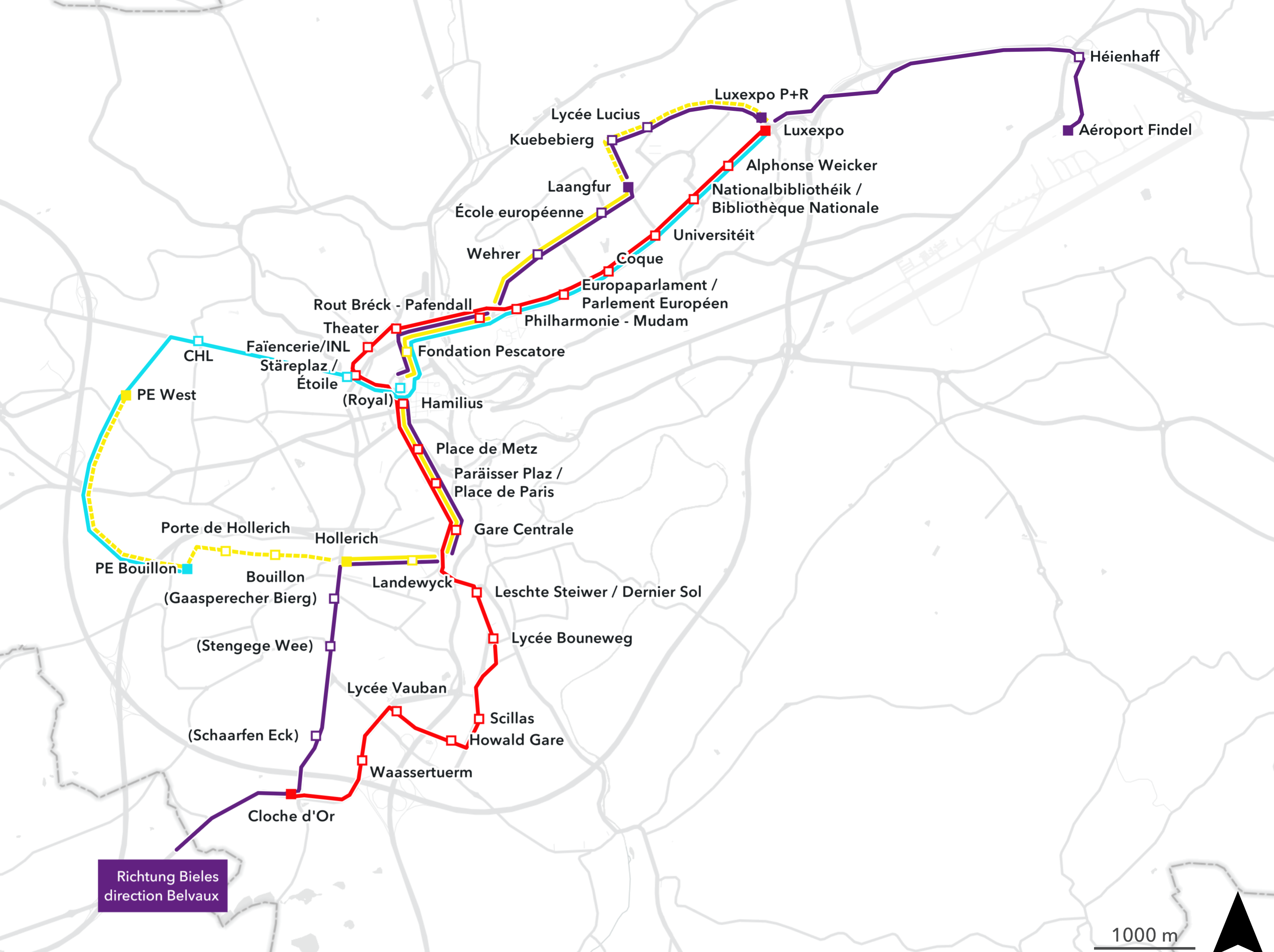
卢森堡有轨电车2035年规划图

卢森堡有轨电车是卢森堡首都卢森堡市的现代有軌電車交通系統，2017年12月10日投入运营，并经过多次延伸，目前共有1条线路。线路采用直流750V的架空接触网供电，在中央车站等部分路段则采用了储能式供电。它的前身是1875年开始运营，1964年被公共汽车彻底取代的卢森堡有轨电车。